# Бычок-паганель
Бычок-паганель (лат. Gobius paganellus) — вид мелких прибрежных рыб из семейства бычковые (Gobiidae), обитающих в Атлантических водах от Шотландии до Сенегала. Также отмечены в Средиземном и Чёрном морях. Как интродуцированный вид были отмечены в Красном море и заливе Акаба, а также у города Пуэнт-Нуар в Республике Конго.

## Описание
Бычок-паганель достигает длины до 13 см. Окраска чёрная с белыми пятнами, окраска самцов становится темнее, когда они охраняют икру. Имеется бледная полоса в верхней части первого спинного плавника.

## Местообитание
Бычок-паганель обитает преимущественно на каменистых участках прибрежья с низким воздействием приливов. Обычно на глубине от 3 до 15 м.

## Питание
Бычок-паганель питается мелкими крабами и амфиподами, полихетами, личинками и мелкими рыбами. Мальки питаются копеподами (Calanus) и водяными клещами.

## Размножение
Бычок-паганель размножается весной. Гнёзда устраивает на камнях в зарослях макрофитов. Откладывает до 7 000 икринок, икра (около 2,5 мм) лежит на одной стороне, охраняется самцом. Личинки появляются через 19 дней.